# Risalit
En risalit (fra italiensk risalto; "fremspring") er del af en bygnings facade, som er trukket frem i forhold til resten af facaden, i hele dens højde, og er overdækket af tagfladen. Det ses typisk på bygninger opført i barokstilen, men begrebet kan også forekomme i forbindelse med møbler.
Man skelner mellem midt-, sider- og hjørnerisalit.
- Midt- og siderisalitter på Det Biovidenskabelige Fakultet på Rolighedsvej.
- Hjørnerisalit på Kastellets nordre magasin.
- En af de fire hjørnerisalitter på Læssøesgades Skole